# Pata (Slowakei)
Pata (ungarisch Vágpatta – bis 1907 Patta) ist eine Gemeinde im Okres Galanta innerhalb des Trnavský kraj in der Slowakei.

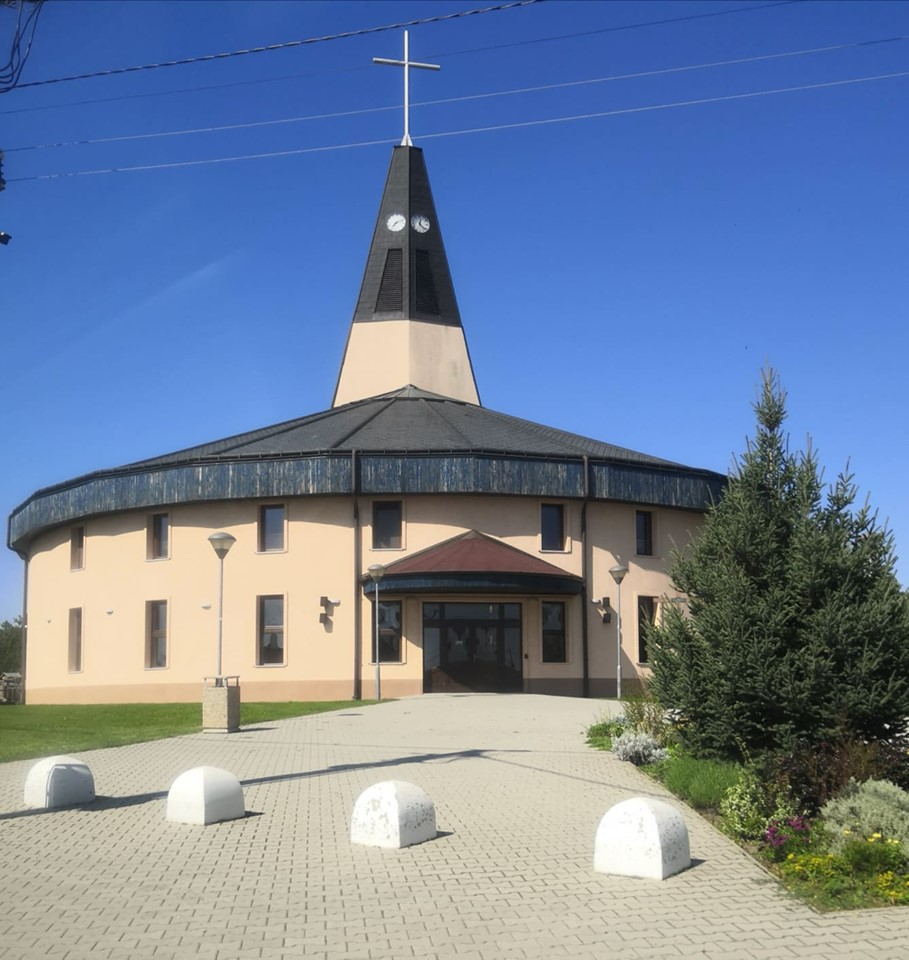
Kirche

Der Ort liegt im Donautiefland im weitläufigen Waagtal am Flüsschen Jarčie in einer Höhe von 139 m n.m. Pata liegt auf etwa halbem Weg zwischen Trnava (26 km in westliche Richtung) und Nitra (25 km in östliche Richtung).
Der Ort wurde zum ersten Mal 1156 als Pta erwähnt und war ein königlicher Besitz. Seit dem 15. Jahrhundert gehörte sie zum Herrschaftsgut von Schintau. Der Ort war mehrheitlich landwirtschaftlich geprägt, daneben befassten sich einige Einwohner mit Weinbau und Weberei. Während der Revolution von 1848/49 kam es im Ort zu einem Gefecht zwischen der kaiserlichen Armee und ungarischen Honvéden.
1923 wurde hier der ungarische Tischtennisspieler Ferenc Sidó geboren.

## Bevölkerung
| Jahr                | 1994 | 2004    | 2014    | 2024    |
| ------------------- | ---- | ------- | ------- | ------- |
| Anzahl der Personen | 2906 | 3051    | 3077    | 3274    |
| Unterschied         |      | +4,98 % | +0,85 % | +6,40 % |

| Jahr                | 2023 | 2024    |
| ------------------- | ---- | ------- |
| Anzahl der Personen | 3273 | 3274    |
| Unterschied         |      | +0,03 % |